# Kostel svatého Jana Nepomuckého (Slatina)
Římskokatolický filiální kostel svatého Jana Nepomuckého ve Slatině je gotická, později barokně a v 19. století upravená, sakrální stavba stojící na jižní straně návsi. Kolem se nachází hřbitov. Od roku 1964 je kostel chráněn jako kulturní památka.

## Historie

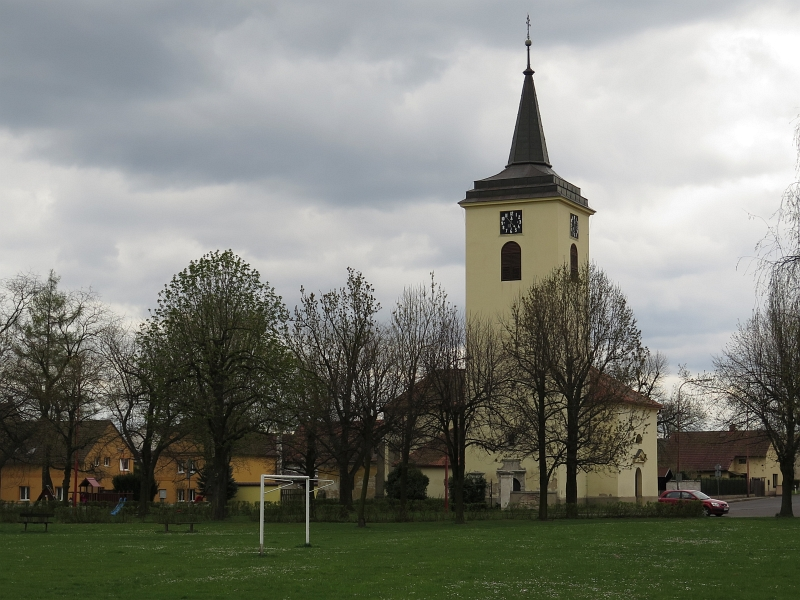
Kostel sv. Jana Nepomuckého, pohled od fotbalového hřiště

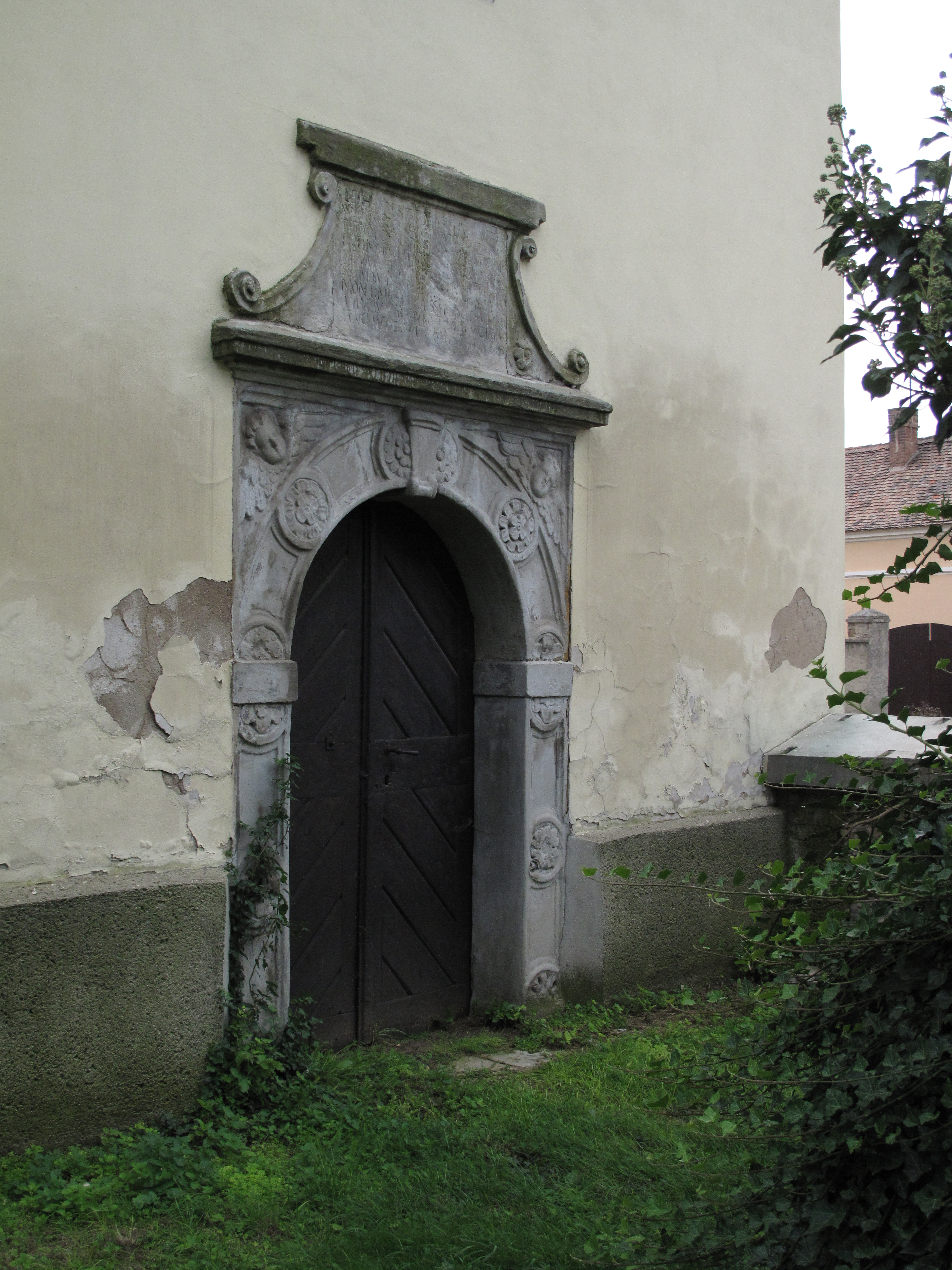
Vstupní portál kostela

Obec Slatina je poprvé písemně doložena roku 1057 v zakládací listině litoměřické kapituly. Roku 1319 byla obec emfyteuticky vysazena litoměřickým proboštem, což byl v té době Vojtěch z Dubé. Farní kostel se v místě připomíná roku 1384. Podle stylového rozboru zachovaných článků vznikl kostel po polovině 14. století. Vzhledem ke stáří a významu obce ho pravděpodobně předcházel starší objekt. Z gotického období se zachovaly obvodní stěny, zejména presbytáře a vítězný oblouk. Po přestavbách provedených roku 1597, v první polovině 18. století. Snad se přestavba konala v roce 1746 a tehdy bylo rovněž změněno patrocinium. K další úpravě došlo a v 19. století. Vnější výraz současného kostela stojí tedy na pomezí baroka a klasicismu ve značně venkovském provedení. Dominantou kostela a celé vsi je mohutná renesanční hranolová věž, přiložená k severozápadnímu rohu lodi. Byla postavena roku 1595, jak dokládá chronogram na výrazném severním portálu.

## Architektura
Jedná se o jednolodní obdélnou stavbu s pětiboce uzavřeným presbytářem. Po severní straně presbytáře se nachází sakristie, která navazuje na hranolovou věž po severní straně lodi. Boční fasády a závěr jsou se spárovanou omítkou a velkými polokruhově ukončenými okny. Na závěru kostela jsou odstupněné opěráky. Věž je s renesančním polokruhově zakončeným portálem v obdélném rámci s plastickou výzdobou a vytesaným nápisem o stavbě věže z roku 1595. V posledním patře věže jsou velká polokruhově zakončená okna. V západním průčelí se spárovanou omítkou se nachází polokruhově zakončený portál v obdélném rámci s trojúhelným štítem a segmentové okno.
Presbytář je sklenut křížovou žebrovou klenbou a v závěru paprsčitou žebrovou klenbou položenou na kuželové a kružbové konzoly. V jižní stěně se nachází malý hladký hrotitý výklenek. V závěrové stěně je pravoúhlý výklenek. Vítězný oblouk je hrotitý a má sešikmenou hranu do lodi kostela. Loď má plochý strop. Kruchta je zděná. Sakristie je obdélná a má také plochý strop.

## Zařízení
Hlavní oltář je rokokový. Upravený byl v 19. století. Nachází se na něm obraz sv. Jana Nepomuckého z 19. století. Kazatelna je z roku 1747 od třebenického truhláře M. Poláka. Obraz Svaté rodiny je z první poloviny 18. století. Gotická Madona pochází z období mezi lety 1380–1390. V kostele jsou rokokové cínové svícny.

## Okolí kostela
Jihovýchodně od kostela stojí na bývalém hřbitově barokní obdélná márnice z 1. poloviny 18. století. Průčelí márnice s vpadlým polem a obdélným vstupem je zakončeno štítem s pilastry, polokruhově ukončeným oknem, křídlatými zdmi a trojúhelným nástavcem.